# 安德烈亞·孔蒂
安德烈亚·孔蒂（義大利語：Andrea Conti，發音：[anˈdrɛːa ˈkonti]；1994年3月2日—），是一名意大利職業足球員，场上司職右閘，現效力於意甲球隊森多利亞。

## 球會生涯

### 阿特蘭大
孔蒂於意大利萊科出生。2002年，孔蒂曾到AC米兰進行試訓，球隊亦願意讓他加入青年軍，但他拒絕加入，因他不喜歡球隊位於連納迪（Linate）的訓練場。孔蒂亦拒絕国际米兰的邀請，碾轉加入了亞特蘭大的青年軍，該青訓營於過去10年間曾培育出馬蒂亞·卡戴拉和羅伯托·加利亞迪尼等球員。
2013年6月，孔蒂被外借至意大利職業一級足球聯賽球會佩魯賈，為期1年。8月4日，他在意大利盃對陣薩沃納的比賽中首次代表球隊上陣，但球隊在主場以0比1落敗。1個月後，孔蒂在對陣诺切里纳的比賽中，首次於聯賽中上陣。他在2013-14賽季中於聯賽上陣16場，協助球隊升班意大利乙組足球聯賽。
2014年7月10日，孔蒂被外借至意大利乙組足球聯賽球隊蘭斯安奴，同樣為期1年。在外借期間，他於聯賽上陣24場，協助球隊以第14名完成賽季。賽季完結後，孔蒂返回阿特蘭大，被領隊納入新賽季一線隊的大軍名單。
2015年9月30日，孔蒂與球會簽訂一份新合同，合約年期直至2019年7月。12月2日，他在意大利盃對陣烏甸尼斯的比賽中首次代表球隊上陣，但球隊以1比3落敗。2016年1月6日，孔蒂在聯賽中對陣烏甸尼斯首次代表球隊在聯賽上陣，但球隊以1比2落敗。2月3日，他在對陣維羅納時攻入職業生涯首個入球，協助球隊在聯賽以2比1擊敗對手。
2016-17賽季，孔蒂在意甲的比賽中上陣32場，攻入8球，創下生涯新高。效力阿特蘭大期間，孔蒂主要擔任右翼衛的角色。

### AC米蘭
2017年7月7日，孔蒂轉會至AC米蘭，轉會費為2400萬歐元，再加上馬泰奥·佩西納轉會至亞特蘭大。

## 國家隊生涯
2015年8月12日，孔蒂在友誼賽對陣匈牙利 U21時，首次代表意大利 U21上陣。
2017年6月，他被意大利 U21領隊列入意大利 U21參加對陣2017年欧洲U-21足球锦标赛的大軍名單。

## 生涯統計
截至2017年7月14日
| 球會             | 賽季        | 聯賽                   | 聯賽 | 聯賽 | 盃賽 | 盃賽 | 歐洲賽事 | 歐洲賽事 | 其他 | 其他 | 總計 | 總計 |
| 球會             | 賽季        | 聯賽                   | 出場 | 入球 | 出場 | 入球 | 出場     | 入球     | 出場 | 入球 | 出場 | 入球 |
| ---------------- | ----------- | ---------------------- | ---- | ---- | ---- | ---- | -------- | -------- | ---- | ---- | ---- | ---- |
| 亞特蘭大         | 2015-16賽季 | 意大利足球甲级联赛     | 14   | 2    | 1    | 0    | —        | —        | —    | —    | 15   | 2    |
| 亞特蘭大         | 2016-17賽季 | 意大利足球甲级联赛     | 33   | 8    | 2    | 0    | —        | —        | —    | —    | 35   | 8    |
| 亞特蘭大         | 總計        | 總計                   | 47   | 10   | 3    | 0    | —        | —        | —    | —    | 50   | 10   |
| 佩魯賈（外借）   | 2013-14賽季 | 意大利職業一級足球聯賽 | 17   | 0    | 1    | 0    | —        | —        | —    | —    | 18   | 0    |
| 佩魯賈（外借）   | 總計        | 總計                   | 17   | 0    | 1    | 0    | —        | —        | —    | —    | 18   | 0    |
| 蘭斯安奴（外借） | 2014-15賽季 | 意大利足球乙级联赛     | 24   | 0    | 1    | 0    | —        | —        | —    | —    | 25   | 0    |
| 蘭斯安奴（外借） | 總計        | 總計                   | 24   | 0    | 1    | 0    | —        | —        | —    | —    | 25   | 0    |
| AC米蘭           | 2017-18賽季 | 意大利足球甲级联赛     | 0    | 0    | 0    | 0    | 0        | 0        | —    | —    | 0    | 0    |
| AC米蘭           | 總計        | 總計                   | 0    | 0    | 0    | 0    | 0        | 0        | —    | —    | 0    | 0    |
| 生涯總計         | 生涯總計    | 生涯總計               | 90   | 10   | 5    | 0    | 0        | 0        | —    | —    | 95   | 10   |

## 外部連結
- 安德烈·孔蒂於阿特蘭大官方網站上的資料 （意大利文）
- Soccerway資料庫：安德烈亞·孔蒂